# Akiachak
Akiachak (Akiacuaq in Central Yup'ik) è un census-designated place degli Stati Uniti d'America, nella Census Area di Bethel, nello stato dell'Alaska. La popolazione era di 627 al censimento del 2010.

## Geografia e clima
Akiachak si trova a 60°54'34''N 161° 25'53''W.
Secondo l'US Census Bureau, ha un'area totale di 19.5 km quadrati, di cui 0.02 km quadrati è acqua.
Akiachak si trova sulla riva occidentale del fiume Kuskokwim nel Yukon-Kuskokwim Delta, a 29 chilometri a nord est di Bethel. La media di precipitazione nella zona è di 40.64 cm, con nevicate di 127 cm. Le temperature estive variano da 6 a 17 °C. Le temperature invernali variano da -19 a -7 °C.

## Storia e cultura
Gli eschimesi Yup'ik hanno usato questa regione come luogo di sussistenza stagionale. Chiamata Akiakchagamiut nel censimento del 1890, il paese aveva una popolazione di 43 persone allora.
Riconosciuta a livello federale come ente tribale, troviamo la Akiachak Native Community. Akiachak è un villaggio eschimese Yup'ik con uno stile di vita di sussistenza. Ha una forte comunità tradizionale, ed è stata la prima città in Alaska a sciogliere il governo della città a favore del governo del villaggio nativo. La vendita, l'importazione e la detenzione di alcolici sono vietati.

## Società

### Evoluzione demografica
A partire dal censimento del 2000, c'erano 585 persone, 133 abitazioni e 111 famiglie. La densità di popolazione è di 33.4 abitanti per chilometro quadrato. Il 3.42% era bianco, il 92.31% era nativo americano, l'1.20% era ispanico o latino.

## I servizi pubblici
È attesa la costruzione di un sistema idrico e fognario in filodiffusione. Sono state completati un nuovo pozzo, un serbatoio per l'acqua, un impianto di trattamento delle acque e una strada. Attualmente 12 impianti, la scuola e le abitazioni degli insegnanti sono serviti da un sistema di filodiffusione. Il paese vorrebbe acquistare un inceneritore. L'elettricità è fornita dalla Akiachak Native Community Electric Co. C'è una scuola nella comunità, cui hanno frequentato 183 studenti. Gli ospedali includono la Akiachak Health Clinic.

## Economia e trasporti
La maggior parte del lavoro per tutto l'anno ad Akiachak è nella istruzione e in altri servizi pubblici. Nella comunità si trova la sede della Yupiit School District. I residenti si affidano al lavoro stagionale, come la pesca commerciale e i cantieri. 70 residenti sono in possesso dei permessi per la pesca commerciale, e alcuni lavorano nelle industrie conserviere di Bristol Bay. La comunità sta sviluppando un impianto di lavorazione del pesce. L'attività di sussistenza fornisce la maggior parte delle fonti di cibo. Lo scarso rendimento di pesca dal 1997 ha inciso in modo significativo la comunità.
La pista d'atterraggio, lunga 503 m e larga 12 m, e l'idrovolante forniscono servizi di linea e charter per tutto l'anno. Per il futuro è prevista la delocalizzazione del Akiachak Airport. Offrono servizi di volo anche la Arctic Circle Air Service, Grant Aviation e Hageland Aviation. Le barche vengono ampiamente utilizzate dalla gente del posto sul fiume Kuskokwim.